# Edward Planckaert
Edward Planckaert (Kortrijk, Bélgica, 1 de fevereiro de 1995) é um ciclista belga que corre para a equipa Sport Vlaanderen-Baloise.
Seus irmãos Baptiste e Emiel são também ciclistas profissionais.

## Palmarés
Ainda não tem conseguido nenhuma vitória como profissional

## Equipas
- Sport Vlaanderen-Baloise (2017[1]-)